# جتا
جیتا (انگلیسی: Jetta) شرکت خودروسازی چینی است، که در سال ۲۰۱۹ تأسیس شد.